# 効忠里
効忠里，是台灣南部自清領時期至日治初期的一個行政區劃，其範圍即今台南市的安平區全部及南區西北部。清領初期沿續明鄭時期的安平鎮名稱不變，稱安平鎮保。
清政府平定朱一貴事件後，褒揚安平居民之義勇，遂於1722年（康熙61年）改稱効忠里，日治初期仍沿用。
効忠里北邊為外武定里，東邊為臺南市、新昌里，南邊為永寧里，西邊瀕臨台灣海峽。

## 管轄街庄
効忠里共轄3個街社：
- 今安平區境內：安平街、上鯤鯓社
- 今安平區、南區境內：下鯤鯓社

1908年（明治41年）將上鯤鯓社、下鯤鯓社改稱為下鯤鯓庄